# Verrières-de-Joux
Verrières-de-Joux is een gemeente in het Franse departement Doubs (regio Bourgogne-Franche-Comté) en telt 355 inwoners (1999). De plaats maakt deel uit van het arrondissement Pontarlier.

## Geografie
De oppervlakte van Verrières-de-Joux bedraagt 10,2 km², de bevolkingsdichtheid is 34,8 inwoners per km². De gemeente grenst in het oosten aan Zwitserland.
De onderstaande kaart toont de ligging van Verrières-de-Joux met de belangrijkste infrastructuur en aangrenzende gemeenten.

## Demografie
Onderstaande figuur toont het verloop van het inwonertal (bron: INSEE-tellingen).

1. ↑  Populations de référence 2022.